# Kościół św. Ignacego Loyoli we Wrocławiu

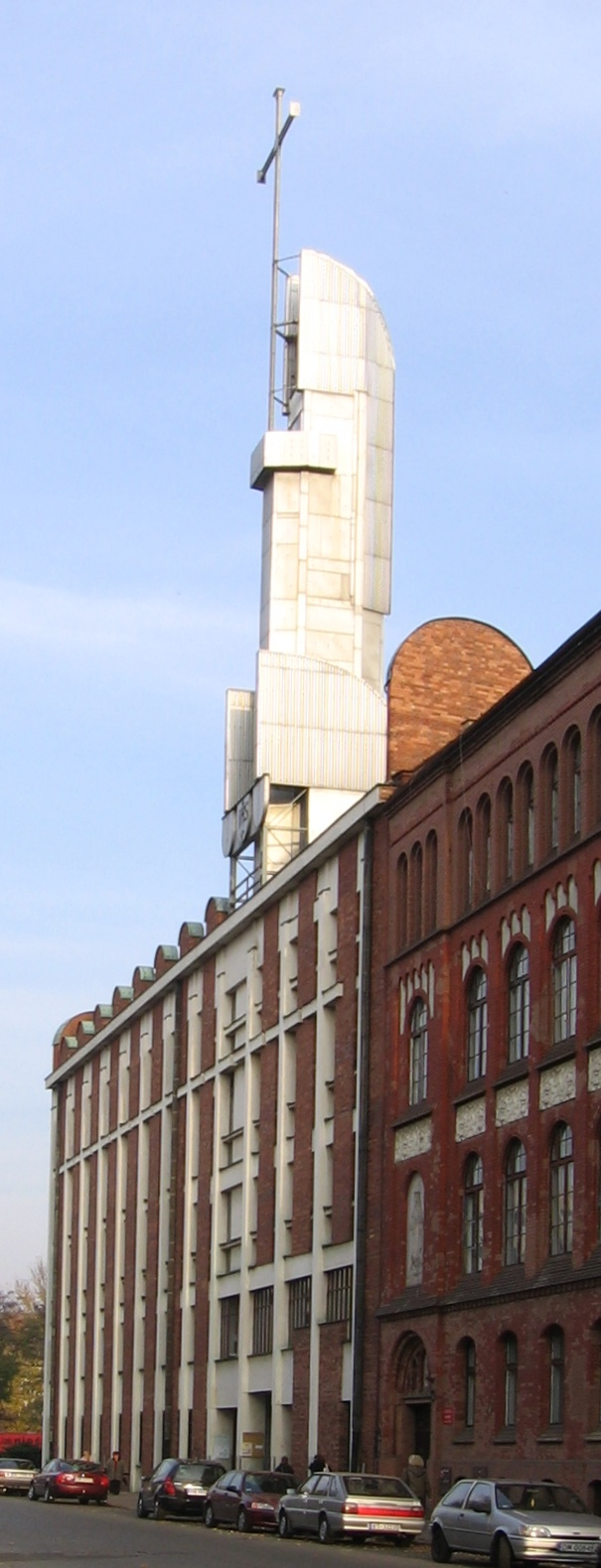
Widok od południowego zachodu

Kościół św. Ignacego Loyoli przy ul. Stysia na wrocławskich Krzykach – wybudowany wraz z towarzyszącym mu klasztorem jezuitów w latach 1979–1990 według projektu architekta Zenona Nasterskiego kościół katolicki.

## Historia
Kościół Ignacego Loyoli oraz cały zespół klasztorny zastąpił istniejący tu wcześniej obiekt, w znacznym stopniu zniszczony w 1945. Po wstępnym zabezpieczeniu, jeszcze w tym samym roku podjęto odbudowę, która trwała jeszcze pięć następnych lat. W miarę rozbudowy tej niemal całkowicie zrównanej przez wojnę z ziemią dzielnicy, kościół parafialny stał się niewystarczający dla potrzeb wzrastającej liczby wiernych. Postanowiono wybudować nowy – dostosowany architektonicznie do otaczającej zabudowy i o odpowiedniej kubaturze.
Przedsięwzięcie zrealizowano bez przerywania pracy duszpasterskiej, etapami. Rozpoczęto je od wyburzenia przylegającego do kościoła starego domu zakonnego od ul. Swobodnej oraz wzniesieniu świątyni zastępczej przy maksymalnym wykorzystaniu elementów starej świątyni (ołtarz, ławki itp.). W miejscu domu zakonnego wybudowano nowy, a budowę samego kościoła rozpoczęto w 1981, pierwszym nabożeństwem była tam pasterka 1988, a konsekracji kościoła kardynał Henryk Roman Gulbinowicz dokonał 13 maja 1989. Potem miała miejsce drobna przebudowa – otwartą od strony ulicy główną klatkę schodową zasłonięto oknami.
Kościół wraz z zespołem klasztornym wbudowany jest w ciąg ulicznej zabudowy ul. Stysia i przylega do hotelu asystenta „Klasztor” wrocławskiego Uniwersytetu Ekonomicznego, XIX-wiecznej budowli z czerwonej cegły. Usytuowanie budynku uwzględnia niezrealizowany projekt obwodnicy prowadzonej estakadą nad ul. Swobodną – pozostawienie szerokiego pasa zasadniczo niezagospodarowanego gruntu od strony tej ulicy.
Północno-zachodni front budynku kościoła nawiązuje do rycerskich tradycji jezuitów i symbolizuje zwarty szereg zaopatrzonych w półkoliście zakończone tarcze i krzyże rycerzy, nad którymi góruje jeden – w monumentalnej zbroi i z potężnym krzyżem. Symbolika ta związana jest także z uroczystością poświęcenia kamienia węgielnego pod budowę kościoła, której dokonał Jan Paweł II w 1983, w trzechsetną rocznicę odsieczy wiedeńskiej. Kościół jest dwupoziomowy, główna nawa kościelna znajduje się na górnej kondygnacji. Możliwy jest wjazd windą.
W pomieszczeniach zespołu klasztornego przy kościele funkcjonuje m.in. Dom Spotkań im. Angelusa Silesiusa, który ma na celu wszechstronną edukację i wychowanie młodych ludzi w duchu chrześcijańskiej współpracy międzynarodowej.

## Organy
Dyspozycja instrumentu
| Manuał I                          | Manuał II            | Manuał III           | Pedał                |
| --------------------------------- | -------------------- | -------------------- | -------------------- |
| 1. Burdon 16'                     | 1. Pryncypał 8'      | 1. Flet drewniany 8' | 1. Pryncypał 16'     |
| 2. Pryncypał 8'                   | 2. Gamba 8'          | 2. Flet rurkowy 4'   | 2. Subbas 16'        |
| 3. Gemshorn 8'                    | 3. Burdon 8'         | 3. Sesquialtera 2x   | 3. Oktawa 8'         |
| 4. Flet kryty 8'                  | 4. Salicjonał 8'     | 4. Schwiegel 2'      | 4. Flet 8'           |
| 5. Oktawa 4'                      | 5. Unda maris 8'     | 5. Kwinta 1 1/3'     | 5. Chorał 4'         |
| 6. Flet otwarty 4'                | 6. Praestant 4'      | 6. Septyma 1 1/7'    | 6. Róg nocny 2'      |
| 7. Kwinta 2 2/3'                  | 7. Flet rurkowy 4'   | 7. Cymbał 3x         | 7. Mikstura 4x       |
| 8. Oktawa 2'                      | 8. Nasard 2 2/3'     | 8. Vox humana 8'     | 8. Puzon 16'         |
| 9. Kornet 1-3x [1 3/5'+2 2/3'+4'] | 9. Róg nocny 2'      |                      | 9. Tuba mirabilis 8' |
| 10. Mikstura 4x [2']              | 10. Tercja 1 3/5'    |                      |                      |
| 11. Trąbka 8'                     | 11. Flet 1'          |                      |                      |
|                                   | 12. Mikstura 4x [1'] |                      |                      |
|                                   | 13. Klarnet 8'       |                      |                      |
|                                   | 14. Obój 8'          |                      |                      |